# Machaeropterus eckelberryi
A Machaeropterus eckelberryi a madarak osztályának verébalakúak (Passeriformes) rendjébe és a piprafélék (Pipridae) családjába tartozó faj.

## Rendszerezése
A fajt Daniel F. Lane, Andrew W. Kratter és John Patton O'Neill írták le 2017-ben.

## Előfordulása
Az Andok nyugati lejtőin, Peru területén honos.

## Természetvédelmi helyzete
Az elterjedési területe kicsi, egyedszáma ismeretlen. A Természetvédelmi Világszövetség Vörös listáján nem szerepel.